# 山形県道48号鶴岡停車場線
山形県道48号鶴岡停車場線（やまがたけんどう48ごう つるおかていしゃじょうせん）は、山形県鶴岡市を通る県道（主要地方道）である。

## 概要
鶴岡市の中心街にある鶴岡駅から山形県道349号鶴岡村上線・山形県道350号𣗄代鶴岡線の交点、日吉町交差点までを連絡する道路である。

### 路線データ
- 総延長：0.3km[1]
- 実延長：0.3km[1]
- 起点：山形県鶴岡市末広町（鶴岡停車場）
- 終点：山形県鶴岡市日吉町（日吉町交差点、山形県道349号鶴岡村上線・山形県道350号𣗄代鶴岡線交点）

## 歴史
- 1993年（平成5年）5月11日 - 建設省から、県道鶴岡停車場線が鶴岡停車場線として主要地方道に指定される[2]。

## 路線状況

### 交通量
24時間自動車類交通量（台/日）
- 鶴岡市末広町：4,719

## 地理

### 通過する自治体
- 鶴岡市

### 交差する道路
- 山形県道349号鶴岡村上線・山形県道350号𣗄代鶴岡線（鶴岡市日吉町、終点）

### 沿線にある施設など
- マリカ西館・東館
- 鶴岡駅前郵便局
- 荘内銀行北支店